# Mount Topham
Mount Topham är ett berg i Kanada.   Det ligger i provinsen British Columbia, i den centrala delen av landet, 3 100 km väster om huvudstaden Ottawa. Toppen på Mount Topham är 2 848 meter över havet, eller 35 meter över den omgivande terrängen. Bredden vid basen är 0,19 km.
Terrängen runt Mount Topham är huvudsakligen bergig.Trakten runt Mount Topham är nära nog obefolkad, med mindre än två invånare per kvadratkilometer.. Det finns inga samhällen i närheten. 
Trakten runt Mount Topham är permanent täckt av is och snö.